# القمر العادي
القمر العادي في علم الفلك قمر طبيعي يجري في مدار قريب ومعاكس لاتجاه دوران ما يدور عليه وليست له زاوية ميلان أو انحراف عظيم.